# 斯坦尼斯瓦夫·斯塔西奇
斯坦尼斯瓦夫·瓦夫日涅茨·斯塔西奇（Stanisław Wawrzyniec Staszic [staˈɲiswaf ˈstaʂic/]，1755年11月6日—1826年1月20日) ，波蘭作家、政論家、政治家和牧師。他是波蘭啟蒙運動最重要的代表之一。